# Nodar Dzhordzhikia
Nodar Dzhordzhikia, en georgiano ნოდარ ჯორჯიკია y en ruso Нодар Константинович Джорджикия (nacido el 15 de noviembre de 1925 en Kutaisi, Georgia y fallecido el 1 de junio de 2008), fue un jugador soviético de baloncesto. Consiguió dos medallas en competiciones internacionales con la selección de la Unión Soviética.